# Acido prefenico
L'acido prefenico, comunemente noto anche con il nome della forma anionica prefenato, è un intermedio nella biosintesi degli amminoacidi aromatici fenilalanina e tirosina.
È biosintetizzato mediante una trasposizione di Claisen del corismato:
La reazione è catalizzata dall'enzima corismato mutasi.

## Stereochimica
L'acido prefenico è un esempio di molecola achirale (otticamente inattiva) che presenta 2 atomi pseudoasimmetrici (ovvero centri stereogenici non chirotopici), il C1 e il C4 dell'anello cicloesadienico. È stato provato che dei due possibili diastereoisomeri, l'acido prefenico naturale è quello che ha i due sostituenti a priorità maggiore (regole CIP), cioè il carbossile e l'ossidrile, sui due carboni pseudoasimmetrici, in configurazione cis, ovvero (1s,4s) secondo le nuove regole IUPAC (2013) della stereochimica.
L'altro stereoisomero, trans o meglio (1r,4r), è chiamato acido epiprefenico.